# QuébecLeaks
QuébecLeaks était un site web sécurisé qui offrait aux Québécois la capacité d'accéder ou de déposer, de manière fortement sécurisée et anonyme, des documents sensibles (documents démontrant une certaine corruption, collusion ou un manque d’éthique grave) dans le but de faire connaître ceux-ci à la population québécoise.
Ses cofondateurs étant Luc Lefebvre et David Goulet. Le matin même du lancement de QuébecLeaks, son cofondateur se faisait remercier par son employeur, Couche-Tard.
L'objectif avoué de QuébecLeaks, selon son communiqué de presse d'origine, est de : « donner aux Québécois des outils pouvant permettre d’améliorer l’accès à l’information. Le Québec souffre d’un manque de transparence et d’éthique ainsi que d’une sclérose sur le plan politique et institutionnel. Les lois canadiennes et québécoises d’accès à l’information, de par les contraintes qu’elles posent au travail journalistique, finissent trop souvent par nuire au droit du public à l'information. ». Depuis déjà quelques mois, les militants de QuébecLeaks travaillaient avec des organisations internationales pour tester et faire valider la sécurité de leur plateforme. Notamment, l'une de ces organisations était OpenLeaks, dont le fondateur était Daniel Domscheit-Berg, cofondateur de WikiLeaks.
Le site a été en activité du 9 mars 2011 à février 2013.

## Historique
Préalablement au lancement du site web, le cofondateur, Luc Lefebvre, était connu sous le pseudonyme de Noam Chomsky. Quelques jours avant le lancement du site, il avait confirmé aux journalistes que QuébecLeaks n'avait pas reçu de documents sensibles, mais que sa plate-forme le permettrait. Plus exactement, celui-ci avait spécifié que « seulement deux documents ont été retenus en étape d'analyse. À la suite de l'analyse de ceux-ci par nos experts, nous avons décidé de ne pas les publier pour diverses raisons, la principale étant qu'il ne s'agissait pas de documents exclusifs, qui étaient accessibles publiquement ».
Malgré tout, le 8 mars 2011, le ministre responsable de l'accès à l'information et de la protection des renseignements personnels, Pierre Moreau, menaçait QuébecLeaks de « poursuites civiles, voire criminelles, s'ils dépassent les bornes ».
Le matin du lancement, la réception médiatique fut mitigée. Bien que louangée à l'international, notamment par Birgitta Jónsdóttir qui indiquait que « pendant qu'on a des législations faibles à cet égard un peu partout dans le monde, que des gens sont pénalisés pour avoir sonné l'alarme, on doit se préoccuper de ça, se tenir tous ensemble pour encourager ces initiatives ». Nathalie Collard, chroniqueuse à La Presse considérait que QuébecLeaks n'était qu'un « pétard mouillé » car il n'y avait aucun document disponible sur le site dès son lancement. La chroniqueuse affirmait alors que Luc Lefebvre était un employé du Parti québécois, ce qui a été vivement nié par le Parti québécois et Luc Lefebvre.
Au cours des mois et des années qui ont suivi, QuébecLeaks a fait les manchettes pour diverses raisons, mais la plupart du temps, ce n'était pas directement lié à la publication de documents sensibles.
À l'été 2011, QuébecLeaks annonçait que l'organisation effectuait une demande, en bonne et due forme, avec ses avocats, une demande d'accès à l'information en lien avec le développement pétrolier à l'île d'Anticosti,. À l'époque, l'entente entre Hydro-Québec et Pétrolia était toujours secrète, bien qu'on évaluait à plus de 40 milliards de barils de pétrole de schiste potentiels sur l'île. La demande officielle a surpris plusieurs journalistes, dont Patrick Lagacé, mais celle-ci a malgré tout porté fruit. Le 30 avril 2013, une entente hors cour était conclue entre les parties pour la divulgation de l'entente sur le site d'Hydro-Québec en septembre 2013,.
À l'automne 2011, QuébecLeaks participait au mouvement Occupons Montréal, offrant un service d'aide technique aux occupants et voyant un lien certain entre la mission de ce mouvement et celle de QuébecLeaks. L'annonce officielle de QuébecLeaks disait : « Le sentiment à l’origine de ce mouvement est un écœurement profond envers l’intrusion des corporations au niveau de la gestion de l’État. Très similaire au mouvement démocratique qui demandait la fin de l’intrusion de l’Église dans les affaires de l’État, il faut maintenant que les corporations, ces « personnes morales » (objectivement et physiquement sans réelle conscience « morale » humaine), cessent de s’introduire dans la gestion de nos pays par la porte d’en arrière».
Le 11 juin 2012, le porte-parole et cofondateur de QuébecLeaks annonçait son départ officiel pour devenir candidat d'Option nationale dans sa circonscription natale du sud-ouest de Montréal, Saint-Henri-Sainte-Anne. Il sera défait. Il répétera l'expérience dans le cadre des élections partielles de novembre 2015 dans la même circonscription pour le même parti. Il sera défait à nouveau. Luc Lefebvre poussera les idéaux de QuébecLeaks dans la plateforme du parti, telle que la mise sur pied d'une commission d'enquête dans l'industrie des technologies de l'information.
En août 2012, QuébecLeaks lance une opération en collaboration avec Anonymous pour sauver le site de Geneviève Tardy (aussi connue sous le pseudonyme de Geneviève l'obstineuse), libéraux.net, des menaces de fermeture du Directeur général des élections du Québec (DGEQ). L'opération a finalement fonctionné, et le DGEQ a décidé de se rétracter,.
En février 2013, les deux cofondateurs de QuébecLeaks offraient une formation sur la sécurité informatique aux journalistes indépendants de l'AJIQ.
Le site web n'est plus en ligne depuis 2013.
En 2016, la page Facebook de QuébecLeaks était fusionnée avec celle de Crypto.quebec.